# Görbe Katalin
Görbe Katalin (Budapest, 1949. április 18. –) Munkácsy Mihály-díjas magyar festő, festőrestaurátor, egyetemi tanár. Vászonképeket és fatáblákat restaurál.

## Életpályája
Görbe Imre és Fehér Jolán gyermekeként született.
1963–1967 között a Képző- és Iparművészeti Szakközépiskola diákja volt. 1967–1972 között a Magyar Képzőművészeti Egyetem hallgatója, ahol Bernáth Aurél és Varga Dezső tanítványa volt.
1972–1976 között a Szépművészeti Múzeum munkatársa volt. 1974–1983 között a Magyar Képzőművészeti Egyetem Restaurátorképző Intézetének tanársegédje, 1983–1987 között adjunktusa, 1987–2004 között docense volt. 2004 óta egyetemi tanár; vászonképek restaurálásának elméletét és gyakorlatát tanítja. 1980-ban és 2006-ban Bécsben volt ösztöndíjas. 1999 óta restaurátor szakértő. 2000-ben doktorált. 2002-ben habilitált.

## Magánélete
1971-ben házasságot kötött Kovács Kálmánnal. Két fiuk született; Gergely (1976) és Ambrus (1981).

## Művei

### Magyar Nemzeti Galéria
- P. N. mester Királyok imádása című táblaképe
- Dorfmeister István képei
- Kracker János Lukács képei

### Szépművészeti Múzeum
- Francesco Fontebasso festményei
- Martino Altomonte festményei

### Tihanyi apátság
- Stern oltárképei

## Díjai
- Kelety Gusztáv-díj (1971)
- Szocialista Kultúráért díj (1983)
- Magyar Felsőoktatásért emlékplakett (1997)
- Munkácsy Mihály-díj (2001)